# Paolo Meneguzzi

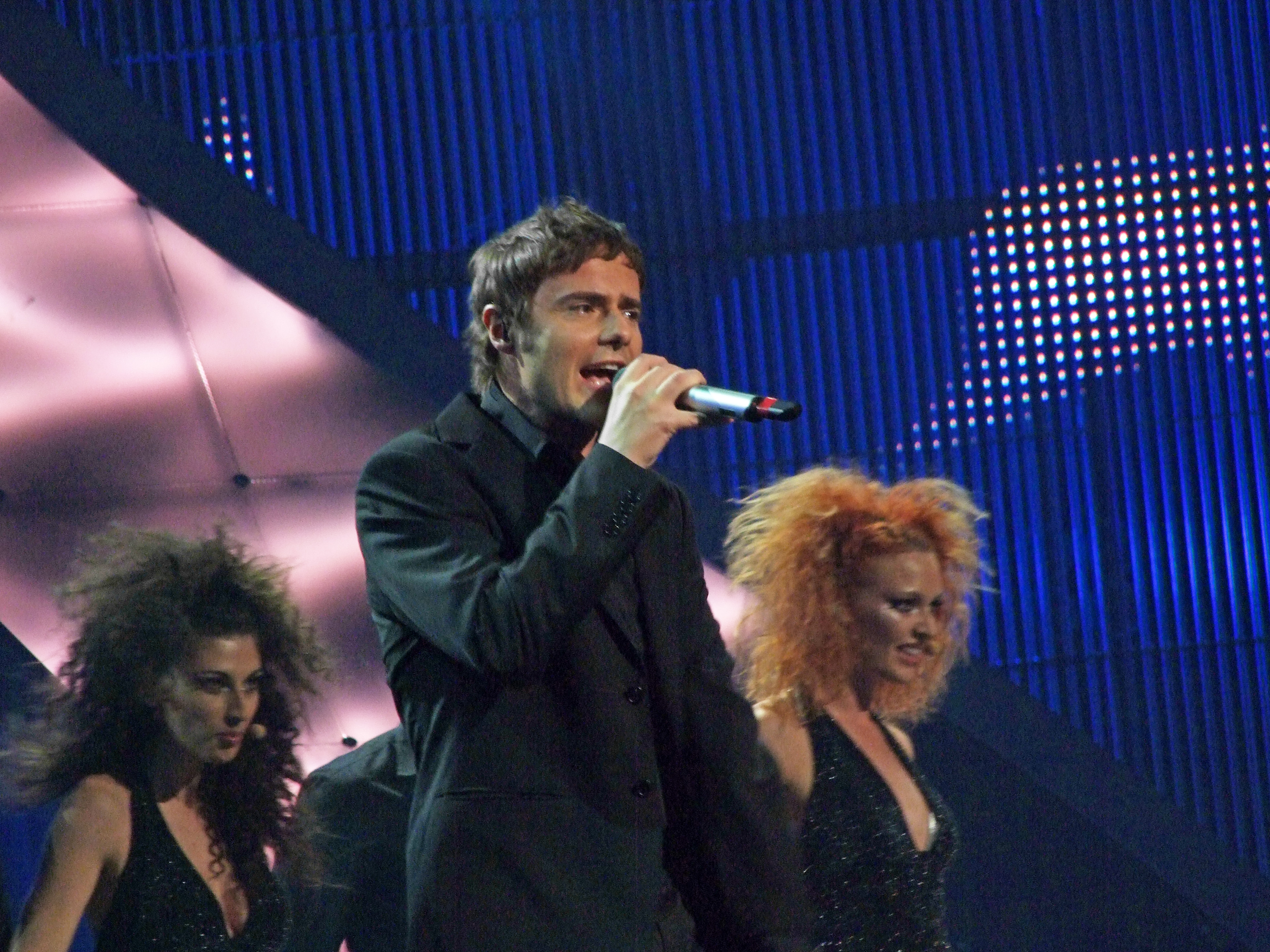
Paolo Meneguzzi

Paolo Meneguzzi, popartist född 6 december 1976 i Mendrisio, Schweiz. 
Han representerade Italien i Viña del Mars internationella musikfestival 1996 med låten Arià Ariò. Låten vann tävlingen och blev hans första singel. Därefter har han släppt en rad album och singlar på italienska och franska och har tävlat i Sanremofestivalen fem gånger.
2008 deltog han för Schweiz i Eurovision Song Contest i Belgrad, Serbien, med bidraget Era stupendo. Bidraget var en av de stora förhandsfavoriterna att ta sig från semifinal till final, men efter telefonröstande stod det klart att han inte lyckats kvalificera sig.

## Diskografi

### Album
- Por Amor 1997
- Paolo 1998
- Emociones 1999
- Un sueño entre las manos 2001
- Un sogno nelle mani 2001
- Lei è 2003
- Lei è (nyutgåva) 2004
- Elle Est 2004
- Favola 2005
- Ella Es 2006
- Musica 2007
- Live Musica Tour 2007
- Musica (internationell utgåva) 2008

### Singlar
- Arià Ariò 1996
- Sei La Fine Del Mondo 1996
- Ed io non ci sto più 2001
- Mi Sei Mancata 2001
- Quel Ti Amo Maledetto 2001
- In Nome Dell'Amore 2002
- Verofalso 2003
- Lei è 2003
- Guardami Negli Occhi(Prego) 2004
- Baciami 2004
- Una Regola D'Amore 2004
- Non Capiva Che L'Amavo 2005
- Sara 2005
- Lui e Lei 2005
- Musica 2007
- Ti Amo Ti Odio 2007
- Ho Bisogno D'Amore 2007
- Era stupendo 2008